# Объединение духоборских общин
Объединение духоборских общин (ОДО) – историческое название сельсовета в Западно-Коннозаводческом районе Сальского округа Северо-Кавказского края (территория современного Целинского района Ростовской области), объединявшего духоборские, украинские и калмыцкие поселения, основанные в 1921-1924 годах на землях бывших коннозаводчиков. 

## География
Сельсовет располагался на северо-западе современного Целинского района. Его территория примерно совпадает с Хлеборобным сельскими поселением.

## История
Появление духоборов в Сальских степях связано с связано с обращением Наркомзема от 5 октября 1921 г. «К сектантам и старообрядцам, живущим в России и заграницей», составленном В. Д. Бонч-Бруевичем.
В 1922 году, когда на данную территорию в плановом порядке были переселены духоборы из Закавказья из бывшей Карсской области (район Джавахетия переданный Грузии) и Елизаветпольской губернии. Сёла основывались на расстоянии четырех километров друг от друга, дворы – 16 саженей (32 м). Они тянулись с севера на юг двумя линиями – «петровской» и «веригинской». Мигранты частично сохранили состав и наименования селений, из которых они прибыли. На начало 1925 г. по данным обследования, проведенного Контрольной комиссией Северо-Кавказского края, численность составляла «молокан около 10 000 и духоборов около 4 000». Всего в период 1922—1924 гг. были основаны 20 общин на землях бывшего донского коннозаводчика Кузнецова. В 1926 году в состав сельсовета были включены еще 6 "не духоборческих" населенных пункта. В отличие от сельсовета «Объединение молоканских общин», населенные пункты духоборского сельсовета в середине 1920-х годов в основном имели смешанный национальный и религиозный состав.

## Состав сельсовета
Общины основанные духоборами носили названия закавказских сел откуда прибыли переселенцы. В 1926 году состав сельсовета был следующий:
| №  | Населённый пункт                     | Количество дворов | Население | Примечание |
| -- | ------------------------------------ | ----------------- | --------- | --- |
| 1  | хутор Бурукчук                       | 9                 | 41        | хутор калмыков-казаков |
| 2  | хутор Боковский                      | 11                | 36        | хутор со смешанным населением, большинство калмыки-казаки, также великороссы и украинцы                                                            |
| 3  | община Васильевка                    | 31                | 233       | |
| 4  | община Веригина                      | 44                | 228       | названа в честь духовного лидера духоборов П. В. Веригина, в 1930-е годы объединена с общиной Чистякова в село Хлеборобное                         |
| 5  | община Весёлая                       | 29                | 220       | в 1940-е включена в состав общины Петровка |
| 6  | община Головановка                   | 25                | 170       | к 1926 году духоборы замещены украинцами; в 1940-е включена в состав общины Одинцовка                                                              |
| 7  | община Журавлевка                    | 30                | 166       | в 1940-е включена в состав общины Знаменка |
| 8  | община Знаменка                      | 22                | 114       | хутор упразднён в 2001 году |
| 9  | община Ивановка                      | 43                | 204       | |
| 10 | конный завод имени 1-й Конной армии  | 89                | 231       | смешанное население в равной пропорции калмыки-казаки, великороссы и украинцы; в настоящее время в составе хутора Чернышевка Зерноградского района |
| 11 | община Капустина                     | 35                | 200       | в 1926 году 46% населения - казаки; в 1940-е включена в состав общины Ивановка                                                                     |
| 12 | трудовая артель Новая Жизнь          | 54                | 317       | смешанное население в равной пропорции великороссы и украинцы                                                                                      |
| 13 | община Одинцовка                     | 34                | 184       | к 1926 году духоборы замещены украинцами |
| 14 | община Отрадная                      | 40                | 213       | к 1926 году духоборы частично замещены казаками (45% населения) и украинцами (10%); в 1940-е включена в состав общины Тамбовка                     |
| 15 | община Петровка                      | 34                | 212       | |
| 16 | община Покровка                      | 33                | 213       | к 1926 году духоборы замещены украинцами (78% населения) и казаками (16%); в 1940-е включена в состав общины Славянка                              |
| 17 | отделение конного завода хутор Попов | 14                | 36        | в настоящее время территория Зерноградского района                                                                                                 |
| 18 | община Родионовка                    | 42                | 219       | |
| 19 | трудовая артель Сан-Франциско        | 13                | 95        | в настоящее время территория Зерноградского района                                                                                                 |
| 20 | община Славянка                      | 43                | 203       | к 1926 году духоборы частью замещены украинцами (23% населения), хутор упразднён в 2001 году                                                       |
| 21 | община Спасская                      | 33                | 201       | к 1926 году духоборы замещены украинцами (93% населения), в 1940-е включена в состав общины Родионовка                                             |
| 22 | община Тамбовка                      | 34                | 196       | к 1926 году духоборы замещены украинцами (91% населения) и армянами (5%)                                                                           |
| 23 | община Трудовая                      | 31                | 196       | в 1940-е включена в состав общины Хлебодарное |
| 24 | община Успение                       | 36                | 218       | к 1926 году духоборы замещены украинцами (69% населения) и казаками (30%); в 1940-е включена в состав общины Васильевка                            |
| 25 | община Хлебодарное                   | 37                | 217       | |
| 26 | община Чистякова                     | 32                | 180       | к 1926 году духоборы частично замещены украинцами (24% населения), в 1930-е годы объединена с общиной Веригина в село Хлеборобное                  |